# Liste der Baudenkmale in Groß Krams
In der Liste der Baudenkmale in Groß Krams sind alle Baudenkmale der Gemeinde Groß Krams (Landkreis Ludwigslust-Parchim) und ihrer Ortsteile aufgelistet (Stand: Januar 2021).

## Groß Krams
| ID | Lage                  | Bezeichnung                 | Beschreibung | Bild                        |
| -- | --------------------- | --------------------------- | ------------ | --------------------------- |
|    | An der B5 1 (Karte)   | Wohnhaus                    |              |                             |
|    | Teichstraße 1 (Karte) | Gefallenendenkmal 1914/1918 |              | Gefallenendenkmal 1914/1918 |
|    | Uhlenhorst 8 (Karte)  | Bauernhaus                  |              |                             |
|    | Waldstraße 5 (Karte)  | Wohnhaus                    |              |                             |